# あさ天5
『あさ天5』（あさてんファイブ、英字表記:ASATEN-FIVE）は、日本テレビ系で1996年4月1日 - 2001年9月29日まで生放送された朝の情報番組。1991年9月30日 - 1996年3月31日まで放送された『朝一番天気!あさ天』をリニューアルしたものである。

## 番組解説
- 放送は日本テレビ系列のほかに、NNN24（現在：日テレNEWS24）にも流れていた時期があった。
- 気象予報士の解説による天気予報をメーンに、ニュース･スポーツからトレンド情報まで放送。
- 日本で初めて3DCGによるバーチャルセットを通常番組用途に使用したエポックメーキング的番組だった。
- 『ズームイン!!SUPER』の開始に伴い2001年9月を以って終了。土曜日に『あさ天サタデー』として放送を続け、こちらは関東ローカル。

### 放送時間の変遷
| 期間   | 期間   | 放送時間          | 放送時間          |
| 期間   | 期間   | 平日              | 土曜              |
| ------ | ------ | ----------------- | ----------------- |
| 1996.4 | 1998.3 | 5:00 - 5:59(59分) | 5:05 - 5:59(54分) |
| 1998.4 | 2001.9 | 4:55 - 5:59(64分) | 5:05 - 5:59(54分) |

## ネット局
- 最終回時点。
- ○印：フルネット、△印：途中飛び乗り（飛び乗り時間も併記）

| 放送対象地域   | 放送局               | 系列                          | ネット状況 | 備考   |
| -------------- | -------------------- | ----------------------------- | ---------- | ------ |
| 関東広域圏     | 日本テレビ (NTV)     | 日本テレビ系列                | ○          | 制作局 |
| 山形県         | 山形放送 (YBC)       | 日本テレビ系列                | △5:29      |        |
| 山梨県         | 山梨放送 (YBS)       | 日本テレビ系列                | ○          |        |
| 新潟県         | テレビ新潟 (TeNY)    | 日本テレビ系列                | ○          |        |
| 静岡県         | 静岡第一テレビ (SDT) | 日本テレビ系列                | ○          | [ 1 ]  |
| 石川県         | テレビ金沢 (KTK)     | 日本テレビ系列                | △5:28      |        |
| 福井県         | 福井放送 (FBC)       | 日本テレビ系列 テレビ朝日系列 | △5:25      |        |
| 鳥取県・島根県 | 日本海テレビ (NKT)   | 日本テレビ系列                | △5:28      |        |
| 香川県・岡山県 | 西日本放送 (RNC)     | 日本テレビ系列                | △5:28      |        |
| 広島県         | 広島テレビ (HTV)     | 日本テレビ系列                | △5:28      |        |
| 山口県         | 山口放送 (KRY)       | 日本テレビ系列                | △5:28      |        |
| 愛媛県         | 南海放送 (RNB)       | 日本テレビ系列                | △5:28      |        |
| 高知県         | 高知放送 (RKC)       | 日本テレビ系列                | △5:28      |        |

- 札幌テレビ、中京テレビ、読売テレビや九州地方のNNN系列局等は同番組をネットしていない（札幌テレビ、中京テレビ、読売テレビは後続のジパングあさ6も放送していない。因みに同番組もジパングあさ6も放送していない局は左記の3局の他、四国放送やクロスネットのテレビ宮崎も有り、この2局はズームイン!!朝!もネットしていない）。ちなみに、本番組と後続の『ジパングあさ6』・『ズームイン!!朝!』の3番組をフルネット且つ同時に見る事の出来た系列局はテレビ新潟のみである。
- ネット局の内、後続のジパングあさ6を差し替えていた系列局は山形放送（「YBCジパングあさ6」）、山梨放送（「山梨の朝」）、静岡第一テレビ（「あさチャン!!」）、山口放送（「KRYさわやかモーニング」）の4局である（『ジパングあさ6』も一部コーナーを内包扱いでネットしていた）。
- 本番組では全国の天気と関東地方の天気両方放送されているが、後続の『ジパングあさ6』や『ズームイン!!朝』とは違い天気コーナーの差し替えは一切無く、ネット局全てで関東地方の天気が垂れ流しとなっていた。2015年現在本番組と同時間帯に放送されている「Oha!4 NEWS LIVE」に於いても関東地方の天気がネット局全てで垂れ流されている。
- 最末期（2001年7月以降から最終回迄）には、2001年10月からの開始当初は5:30開始の『ズームイン!!SUPER・第1部』の全編を番販ネットするための試行措置として、途中飛び乗りネットした局もある。

## 出演者

### メーンキャスター
月・火を担当
- 馬場典子
- 魚住りえ
- 森富美
- 古市幸子
- 町亞聖

水〜金担当
- 山岡三子（『ズームイン!!サタデー』と兼務。1999年まで担当？）
- 堤信子（元FBSアナウンサー、番組開始から終了まで一貫して担当。当初は月・火担当だったが、山岡の降板に伴い担当曜日が変更）

土曜担当
- 山王丸和恵(1998年)
- 延友陽子（2000年10月 - 2001年9月、後番組の『あさ天サタデー』にも出演）

### 気象予報士
- 木原実（夕方の『NNNニュースプラス1』と兼務。後番組の『ズームイン!!SUPER』にも出演）
- 平井史生（木原同様、『ズームイン!!SUPER』にも出演）
- 中塚純（かつてはTBS･JNNの番組に出演していた。後番組の『あさ天サタデー』にも出演）

※末期は関東地区に限り、同日の『ジパングあさ6』の「おでかけ天気」も兼務。

### 新聞コーナー担当
- 町田浩徳
- 新谷保志
- 高橋雄一

※同日の『ジパングあさ6』の芸能情報コーナーも兼務。

## スタジオ
番組は当初、麹町本社南本館のEスタジオから生放送されていた。バーチャル設備を備えたスタジオが他になかったことと、報道局制作のレギュラー番組であることからEスタジオが使われていたが、スタジオ面積の都合などから専用のスペースが確保できず、毎日「きょうの出来事」終了後にバーチャル用クロマキースペースを設営していたという。
後に北本館のKスタジオに隣接する美術倉庫の一部をスタジオに転用し、「V（バーチャル）スタジオ」を新設した。番組は以後こちらにスタジオを移し生放送された。
ちなみにVスタジオ完成後、日本テレビでのバーチャル使用番組は、2004年の汐留本社の運用開始（SVスタジオ）まで、基本的にこのスタジオをメーンとして使用された。